# Argyroxiphium
Argyroxiphium es un pequeño género de cinco especies de plantas de flores perteneciente a la familia  Asteraceae.  Sus miembros son conocidos por el nombre común de "espadas plateadas" debido a sus largas y estrechas hojas plateadas. Pertenecen a una agrupación de 50 especies, incluidos en diferentes géneros Dubautia y Wilkesia.  

## Distribución
Esta planta es endémica de Hawái, creciendo solamente en la isla de Maui y Hawái con una localizada distribución. Se encuentran principalmente a 1500 m de altura en desiertos alpinos, indicando su adaptación a suelos poco nutrientes. A. kauense es la más adaptable, se pueden encontrar en roquedales de lava y en bosques abiertos.

## Descripción
Consiste en una roseta que forma un arbusto o varios. Puede ser una simple gran roseta o una roseta pequeña. La cabeza de flores consiste en un anillo de pistilos con 30 a 600 discos florales. La corola varía como el color del vino, rojo o amarillo, mientras que las anteras son oscuras. Una roseta puede estar creciendo 5-20 años, después florece y muere. Para las que solo tienen una roseta, significa la muerte de la planta. La planta requiere polinización cruzada, por lo que debe florecer también alguna planta en las cercanías para que pueda germinar.

## Taxonomía
El género fue descrito por Augustin Pyrame de Candolle y publicado en Prodromus Systematis Naturalis Regni Vegetabilis 5: 668. 1836.

## Especies
- Argyroxiphium caliginis
- Argyroxiphium grayanum
- Argyroxiphium kauense
- Argyroxiphium sandwicense
  - Argyroxiphium sandwicense ssp. sandwicense
  - Argyroxiphium sandwicense ssp. macrocephalum
- Argyroxiphium virescens